# Midlands
För andra betydelser, se Midlands (olika betydelser).

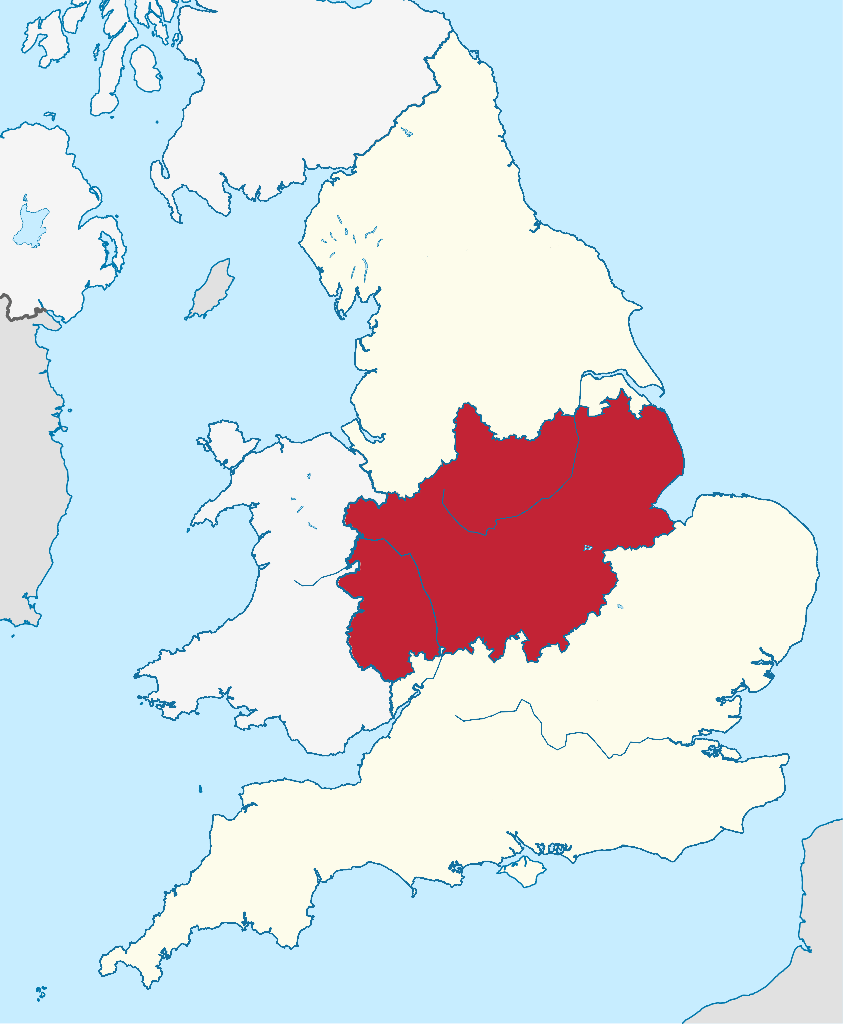
Det båda regionerna West Midlands och East Midlands.

Midlands är ett område i mellersta England med drygt tio miljoner invånare. Midlands anses oftast omfatta grevskapen
- Derbyshire
- Herefordshire
- Leicestershire
- Lincolnshire
- Northamptonshire
- Nottinghamshire
- Rutland
- Shropshire
- Staffordshire
- Warwickshire
- West Midlands
- Worcestershire

I West Midlands finns Midlands största stadsområde, som bland annat omfattar Birmingham och Wolverhampton. Midlands är uppdelat i de båda regionerna East Midlands och West Midlands (icke att förväxla med grevskapet). I området finns omfattande industrietableringar. Området drabbades hårt av stålkrisen på 1970-talet.

## Städer i Midlands (urval)
- Birmingham
- Coventry
- Derby
- Gloucester
- Leicester
- Lichfield
- Lincoln
- Nottingham
- Peterborough
- Stoke-on-Trent
- Wolverhampton
- Worcester